# Brinkman-Zahl
Die Brinkman-Zahl (Formelzeichen: {\displaystyle {\mathit {Br}}}) ist eine dimensionslose Kennzahl der Physik. Sie beschreibt das Verhältnis der durch Reibung entstandenen Wärme zur Fähigkeit des Fluids, diese Wärme abzuleiten. Benannt ist sie nach dem niederländischen Physiker Henri Coenraad Brinkman (1908–1961).
Die übliche Definition entspricht dem Produkt aus Prandtl- {\displaystyle {\mathit {Pr}}} und Eckert-Zahl {\displaystyle {\mathit {Ec}}}:
{\displaystyle {\mathit {Br}}={\frac {\eta \cdot U^{2}}{k\cdot \left(T_{\mathrm {U} }-T_{\mathrm {L} }\right)}}={\mathit {Pr}}\cdot {\mathit {Ec}}}
Die durch Reibung entstandene Wärme fließt dabei als Produkt der dynamischen Viskosität {\displaystyle \eta } und der charakteristischen Strömungsgeschwindigkeit {\displaystyle U} ein, die abgeleitete Wärme als Produkt der Wärmeleitfähigkeit {\displaystyle k} und der Temperaturdifferenz {\displaystyle T_{\mathrm {U} }-T_{\mathrm {L} }} zwischen Fluid und der Gefäßwand. Alternativ dazu lässt sich die abgeleitete Wärme auch als Produkt der charakteristischen Wärmestromdichte {\displaystyle {\dot {q}}} und dem hydraulischen Durchmesser {\displaystyle d_{\mathrm {h} }} als charakteristische Länge formulieren:
{\displaystyle {\mathit {Br}}={\frac {\eta \cdot U^{2}}{{\dot {q}}\cdot d_{\mathrm {h} }}}}